# 居者冇其屋
《居者冇其屋》（英語：For Home's Sake）是香港無綫電視1993年拍攝的電視連续劇，全劇共20集，監製李艷芳，主要演員有陳秀雯、廖啟智、林保怡、陶大宇、張鳳妮等。主題曲《情濃半生》由張學友、湯寶如主唱；插曲《人生需要什麼》由張學友主唱。

## 故事情节
家庭主婦何妙玲（陳秀雯饰）的丈夫王彼树（陶大宇饰）卖掉房子，并以两万块钱的家用给予妙玲，然后便与另一个女人离家出走了。张俊伟（廖啟智饰）的妻子丁重男（張鳳妮饰）与前男友麦基（林保怡饰）重逢后决定抛弃丈夫。兩個被伴侶拋棄的人相遇，无家可归的妙玲幸得到俊伟收留，而俊偉更鼓励妙玲写作，最終妙玲成為專欄作家，開展人生新一頁。俊偉和妙玲二人相处不久后更生出情愫。
正当两人感情一日千里时，妙玲的丈夫彼树在被人骗光钱财后回来寻求與妙玲復合，但妙玲已经爱上了俊伟，也无法原谅彼树当初对自己的狠心，此时重男亦发现基与好友一起偷情，回到了俊伟家居住，使俊伟与妙玲相互起了疑心，随后，两人更闹分手......

## 演員表
- 廖啟智 飾 張俊偉
- 蘇杏璇 飾 張銳平
- 蕭山仁 飾 拉　伯
- 陳燕航 飾 Wendy
- 廖麗麗 飾 林姑娘
- 張鳳妮 飾 丁重男
- 蔡欣樺 飾 蔡　太/朱　太
- 飾 黃　太/李　太
- 陳秀雯 飾 何妙玲
- 梁建平 飾 David
- 黃仲匡 飾 Martin
- 林文森 飾 Suki
- 張海勤 飾 友　一
- 陶大宇 飾 王彼樹
- 談泉慶 飾 喬　秋
- 湯寶如 飾 張美寶
- 王書麒 飾 戴天佑
- 何浩源 飾 暴　力
- 俞　明 飾 戴復來
- 李海生 飾 鄧　根
- 芳靄鈴 飾 女工甲/俊寶工人
- 溫雙燕 飾 女工乙/俊寶工人
- 薛　峻 飾 大　佬
- 亦　羚 飾 女　郎
- 黎秀英 飾 區　太
- 鄧汝超 飾 經紀陳
- 虞天偉 飾 司　徒
- 梁葆貞 飾 蓉　姐
- 曾近榮 飾 丁　財
- 黃宗賜 飾 朱　威
- 陳潔儀 飾 丁望男
- 陳惠瑜 飾 財鄰居
- 文潔雲 飾 林　娟
- 林保怡 飾 麥　基
- 鄭婉雯 飾 錢慧敏
- 張英才 飾 松本小太郎
- 白　蘭 飾 馬　太
- 陳曉芸 飾 Daisy
- 郭少芸 飾 Amy
- 潘文柏 飾 Barry
- 葉振聲 飾 Eddie
- 麥嘉倫 飾 Tony
- 林嘉麗 飾 Nora
- 蕭玉燕 飾 Mimi
- 李衛民 飾 Raymond
- 林家棟 飾 星　哥
- 游　飈 飾 漏Bou
- 許實賢 飾 賤　人
- 鄭君寧 飾 不　文
- 邵卓堯 飾 無　良
- 鄭英龍 飾 乸型髮型師
- 王維德 飾 男　友
- 李海生 飾 鄧　根
- 何璧堅 飾 法　官
- 麥皓為 飾 李律師
- 張海勤 飾 壽司師傅
- 戴少民 飾 Jimmy
- 王翠玉 飾 Pat
- 羅　維 飾 Kent
- 林映輝 飾 May
- 劉煒全 飾 Tom
- 孫季卿 飾 林東青
- 陳中堅 飾 陳先生
- 陳惠瑜 飾 陳太太
- 黃瑋琳 飾 Samuel
- 鄭　嵐 飾 Marco
- 馬清儀 飾 童　心
- 黃天鐸 飾 歐　陽
- 梁欽棋 飾 松本秀樹
- 莫燕嫦 飾 林　珍
- 徐廣林 飾 炳
- 石　雲 飾 堂　叔
- 歐陽逵 飾 老蚊公
- 陳文妤 飾 聾　婆
- 李耀敬 飾 心男友
- 王尼標 飾 賊　A
- 艾　威 飾 吳立志
- 何英偉 飾 John
- 麥皓為 飾 李律師
- 區　嶽 飾 七　叔
- 余慕蓮 飾 七　嬸
- 王偉樑 飾 Simon
- 呂劍光 飾 龍老闆
- 郭卓樺 飾 岑先生
- 歐陽莎菲 飾 大姨婆
- 吳列華 飾 Margret
- 楓 飾 白　雲
- 羅　雄 飾 跌打師
- 張玉嬌 飾 空中小姐

## 外部連結
- 無綫電視官方網頁(TVB星河頻道) - 居者冇其屋[]
- 《居者冇其屋》 GOTV 第1集重溫